# Promotor (genetika)
Promotor odnosno promotorsko mjesto je lokacija u genu na koji se vezuje enzim RNK polimeraza koji obavlja transkripciju. RNK polimeraza ga prepoznaje i potom započinje transkripciju.
Transkripcija počinje to prije što je gen bliži promotoru, te produkta toga gena ima više. Represorska bjelančevina može kočiti transkripciju, jer se nalazi na operatoru čime onemogućuje RNK polimerazi pristupiti promotoru.
Više susjednih gena pod zajedničkom transkripcijskom kontrolom istog promotora i operatora čini operon.
Promotori se nalaze blizu mjesta gdje se geni prepisuju, na istom lancu uzvodno na DNK (prema 5' kraju kodnog lanca).
Mogu biti dugo oko 100–1000 baznih parova.